# Sociedad Española de Musicología
La Sociedad Española de Musicología, conocida como SEdeM, es una asociación científica, cultural y docente, que tiene por objeto el estudio y la enseñanza de la Musicología y de la música en general. Uno de sus mayores intereses reside en el conocimiento, recuperación y difusión del patrimonio musical español y sus ramificaciones históricas y geográficas. Con este propósito promueve toda clase de tareas musicológicas como organizar congresos, simposios o jornadas de estudio, fomentar la investigación musicológica y ayudar, en la manera posible, a la publicación de trabajos especializados.

## Historia
La fecha oficial de su creación fue el 14 de julio de 1977, momento en el que José López Calo se encargó de la redacción de los primeros estatutos y de la legalización de la asociación. Tras unas arduas tareas burocráticas, el acto constituyente de la SEdeM tuvo lugar en el salón de actos de los claretianos de Madrid el 10 de diciembre de 1977. Los siete miembros que formaron parte de la primera junta directiva fueron: Samuel Rubio Calzón (presidente), José López Calo (vicepresidente), Jacinto Torres Mulas (secretario), Luis Elizalde (tesorero), Antonio Martín Moreno (vocal), Antonio Gallego (vocal) y Pedro Calahorra Martínez (vocal).

## Antecedentes
Los antecedentes más cercanos temporalmente para promover la SEdeM datan de 1970. En ese año se produjeron dos iniciativas musicológicas independientes muy notables: por un lado tuvieron lugar las jornadas de intercambio sobre problemas de interpretación de música ibérica antigua entre musicólogos españoles y portugueses, organizadas por la Fundación Fernando el Católico de Zaragoza y dirigidas por José Luis González Uriol y Pedro Calahorra; y, por otro, la organización por parte de Samuel Rubio de un seminario de investigación y estudios de música antigua española (SEMA), fomentado y auspiciado, tanto por el Conservatorio de Madrid, como por miembros de la Escuela Superior de Música Sacra de los PP. Claretianos de Madrid.

## Cronología
Las distintas etapas de la SEdeM, dependiendo de sus presidentes, y los principales logros y eventos organizados en cada época y son:
Etapa presidencial de Samuel Rubio (1978-1984):
- Samuel Rubio Calzón (presidente),
- Jacinto Torres Mulas (secretario),
- Luis Elizalde (tesorero),
- Antonio Martín Moreno (vocal),
- Antonio Gallego (vocal),
- Pedro Calahorra Martínez (vocal),

Celebración del I Congreso de la Sociedad Española de Musicología en 1979. 
Celebración del I Simposio de Musicología en 1981. 
En 1983 se apoyó un Simposio de confluencias musicales entre Oriente y Occidente en la España de la Edad Media.
Etapa presidencial de Ismael Fernández de la Cuesta (1985-1994):
- Ismael Fernádez de la Cuesta (presidente),
- Mariano Pérez Gutiérrez (vicepresidente),
- José Sierra Pérez (secretario),
- Daniel Vega Cernuda (tesorero), sustituido a partir de 1986 por Rafael Martínez,
- Pedro Calahorra Martínez (vocal),
- Louis Jambou (vocal),
- Concepción Peñas García (vocal)

Colaboración en el Congreso Internacional “España en la música de Occidente” en 1985.
Publicación de los trabajos presentados al Congreso de Musicología conmemorativo del IV centenario del polifonista Melchor Robledo de 1986. 
Organización del Simposio sobre Música y Teatro en España, celebrado en Cuenca en 1987. Asistencia al XIV Congreso de la Sociedad Internacional de Musicología, que tuvo lugar en Bolonia  del 27 de agosto al 1 de septiembre de 1987, en donde se aprobó la candidatura de Madrid como sede del XV Congreso previsto para 1992. 
Celebración en Granada en mayo de 1990 del III Congreso general de la SEdeM. 
Organización de las I Jornadas de Musicología Religiosa en Burgos en 1991. 
Organización del gran Congreso de la Sociedad Internacional de Musicología Madrid-1992.
Etapa presidencial de Dionisio Preciado (1995-1998): 
- Dionisio Preciado y Ruiz de Alegría (presidente),
- Ismael Fernández de la Cuesta (vicepresidente),
- Antonio Mena (secretario), sustituido en octubre del 96 por Mª Isabel López Albert,
- Felipe Gértrudix Barrio (tesorero),
- Celsa Alonso (vocal),
- Begoña Lolo (vocal),
- Lothar Siemens (vocal),

Desde mayo del 97: Ana Vega Toscano (4º vocal)
Participación en el Congreso Internacional de Canto Gregoriano. 
Celebración del IV Congreso general de la SEdeM. 

Etapa presidencial de Rosario Álvarez Martínez (1999-2006):
- Rosario Álvarez Martínez (presidenta),
- Begoña Lolo Herranz (vicepresidenta),
- Carmen Valle (secretaria), sustituida en junio de 2000 por Juan Pablo Fernández,
- Emilio Gimeno Reinoso (tesorero),
- Alfredo Aracil Ávila (vocal),  Joaquina Labajo Valdés (vocal),
- Mariano Lambea Castro (vocal),
- Ana Vega Toscano (vocal)

Celebración del V Congreso general de la SEdeM en Barcelona en 2000.  
Edición del sello discográfico de la SEdeM El patrimonio musical hispano.  
Organización del Encuentro sobre musicología y música contemporánea, celebrado en Alicante en 2002.  
Organización del Simposio conmemorativo del I centenario del “Motu proprio” de Pío X, en 2003.  
Celebración del VI Congreso de general de la SEdeM en Oviedo en 2004, paralelamente al I Encuentro de jóvenes musicólogos.  
Celebración en 2005 del Simposio Internacional Luigi Boccherini y la música de su tiempo, de acuerdo con la "Asociación Luigi Boccherini". 

Etapa presidencial de Lothar Siemens Hernández (2007-2014).
- Lothar Siemens Hernández (presidente)
- Carlos Villanueva Abelairas (vicepresidente)
- Elena Vázquez García (secretaria)
- Miguel Bernal Ripoll (tesorero)
- José Antonio Gómez Rodríguez (vocal)
- Josep María Gregori (vocal), sustituido en febrero de 2008 por Álvaro Zaldívar
- José Sierra Pérez (vocal)
- Elena Torres Clemente (vocal)

Celebración en 2008 del VII Congreso general de la SEdeM en Cáceres.

Presidencia interina de Juan Pablo Fernández-Cortés (2015-2016).
Organización del IX Congreso Nacional de la SEdeM.  «Musicología en el siglo XXI: nuevos retos, nuevos enfoques», a celebrar en la Universidad Autónoma de Madrid del 16-19 de noviembre de 2016.
Puesta en marcha y desarrollo de las redes sociales de SEdeM.

## Publicaciones
Entre las publicaciones de la SEdeM figura la Revista de Musicología (), publicada desde 1978, y numerosos libros y discos.